# Dysphania pugnataria
Dysphania pugnataria är en fjärilsart som beskrevs av Achille Guenée 1858. Dysphania pugnataria ingår i släktet Dysphania och familjen mätare. Inga underarter finns listade i Catalogue of Life.